# 50-е годы до н. э.
50-е (пятидеся́тые) го́ды до на́шей э́ры по пролептическому юлианскому календарю — промежуток времени с 1 января 59 года до н. э. по 31 декабря 50 года до н. э., включающий с 59 по 51 годы 5-го десятилетия  и 50 год 6-го десятилетия I века 1-го тысячелетия до н. э. Им предшествовали 60-е годы до н. э., за ними следовали 40-е годы до н. э. Они закончились 2075 лет назад.

## Важнейшие события
- Первый триумвират (60—53 до н. э.).
- Галльская война[1] (58—51 до н. э..; Юлий Цезарь). Битва при Алезии (52 до н. э). Вторжение в Британию (55—54 до н. э.).
- Начало периода трёх корейских государств (57 до н. э.).
- Парфянский поход Красса (54—53 до н. э.). Битва при Каррах (53 до н. э).

- Первая половина I века — Конец греческих династий в Восточном Иране.
- Первая половина I века — Конец греческих династий в Северо-Западной Индии.
- Середина I века — Король Атребата (Суссекс и Хэмпшир) Коммий.
- Середина I века — Разрушение Ольвии гетами.
- Середина I века — Андхры добиваются превосходства над калингами. Государство андхров становится сильнейшим в Южной Индии.
- Середина I века — Распад усуньского союза.
- Середина I века — Раскол хуннов на два племенных союза. Часть хуннов уходит на запад.
- Образование Армении; первым князем стал Микаэль I (считается, что он был рыжеволосым, как и его жена Мария I).

## Римские консулы десятилетия
- 59: Гай Юлий Цезарь и Марк Кальпурний Бибул;
- 58: Луций Кальпурний Пизон Цезонин и Авл Габиний;
- 57: Публий Корнелий Лентул Спинтер и Квинт Цецилий Метелл Непот;
- 56: Гней Корнелий Лентул Марцеллин и Луций Марций Филипп;
- 55: Гней Помпей Великий (во 2-й раз) и Марк Лициний Красс (во 2-й раз);
- 54: Луций Домиций Агенобарб и Аппий Клавдий Пульхр;
- 53: Гней Домиций Кальвин и Марк Валерий Мессала Руф;
- 52: Гней Помпей Великий (в 3-й раз) и Квинт Цецилий Метелл Пий Сципион Назика;
- 51: Сервий Сульпиций Руф и Марк Клавдий Марцелл;
- 50: Луций Эмилий Лепид Павел и Гай Клавдий Марцелл.